# ラバウル烈風空戦録
『ラバウル烈風空戦録』（らばうるれっぷうくうせんろく）は、川又千秋によって書かれた架空戦記。史実とは異なる展開を辿った太平洋戦争を、年老いた元撃墜王の回想録という形式で描いたもの。通称『ラバ空』。
中央公論社より本編15巻、外伝など4巻が出たところで中断。また和田知／サトウ・ユウにより漫画化もされている。その後、角川文庫で『翼に日の丸』（つばさにひのまる）シリーズとして再編集され、一応完結した形となった。

## 各巻題名
ラバウル烈風空戦録
1. 初陣篇（1988年11月）
2. 進撃篇（1989年6月）
3. 雄飛篇（1989年11月）
4. 征空篇（1990年3月）
5. 激闘篇（1990年6月）
6. 爆砕篇（1990年11月）
7. 血戦篇（1991年7月）
8. 怒涛篇（1991年9月）
9. 風雲篇（1992年4月）
10. 激突篇（1992年6月）
11. 回天篇（1992年9月）
12. 流星篇（1993年9月）
13. 昇龍篇（1994年3月）
14. 殲滅篇（1995年5月）
15. 逆攻篇（1997年6月）

- 総解説 前期篇（1993年5月）
- 外伝1（1993年12月）（『小説中公』1993年1月号 - 9月号掲載）
- 外伝2（1994年10月）（『小説中公』1993年11月号 - 1994年5月号掲載・書き下ろし一本）
- 外伝3（1996年2月）（『小説中公』1994年7月号 - 1995年12月号掲載）

ラバウル烈風空戦録（漫画版）
1. （1996年12月、本編1巻前半）
2. （1998年1月、本編1巻後半・2巻前半）
3. （1998年8月、本編2巻後半・3巻前半）
4. （1999年2月、本編3巻後半・4巻前半）
5. （1999年8月、本編4巻後半 - 6巻前半）
6. （2000年8月、本編6巻後半 - 10巻）

翼に日の丸
- 上 双戦篇（2005年11月、本編1 - 3巻を再編）
- 中 烈風篇（2005年11月、本編4 - 8巻を再編）
- 下 閃風篇（2006年1月、本編9 - 15巻及び外伝の一部[1]を再編し、若干加筆）
- 外伝 極光篇（2006年8月、下巻収録分を除く外伝）

## 歴史
作品中の断片的な記述から、この世界の日本は史実の大日本帝国と異なる政治体制が敷かれている可能性がある。しかしストーリーにはほとんど影響がなく、真珠湾攻撃までの諸外国との関係は史実とほぼ変わらないらしい。
開戦から1942年9月までの戦争経過は史実と似たような流れであった。しかし新型戦闘機の開発が順調に進んだり、大きな海戦のたびに連合軍の空母が史実より1隻多く沈んだりと、日本側に有利な要素が少しずつ積み重なっていった結果、10月に米軍はガダルカナル島から撤退する。
以降、米軍の反攻は史実よりかなり遅いペースで進む。ヨーロッパでは1943年にアドルフ・ヒットラーが事故死（謀殺説もあり）してナチス体制が崩壊し、イギリス・ドイツ間では講和が成立したが独ソ戦は継続された。
本編15巻末の時点では1945年秋までしか描かれていない（後書きによれば、完結まで更に3巻を要する構想であったらしい）。その後、米軍はサイパンを占領して日本本土爆撃を行ったが決定的なダメージを与えられず、1948年12月に停戦が成立する。「停戦」という表現から日本の一方的な無条件降伏ではなかったと推定できるが、詳細は不明である。なお、原子爆弾は海上輸送中に搭載艦もろとも日本潜水艦の攻撃で沈み、また日本が風船爆弾に原爆の製造法を記した図面を積んでアメリカへ飛ばし、日本ではすでにドイツを通じて原子爆弾を所有していると見せかけ（実際には図面のみで、原子爆弾の製造までには至らなかった）、報復を恐れたアメリカの核攻撃を抑制したため使用されていない。

## 登場人物
風間健児
主人公にして語り手、栃木県出身。基地航空隊と機動部隊を渡り歩きながら各地を転戦し、また当時海軍が採用した単座戦闘機のほとんどを操縦した。本編は彼の視点から描かれ、「私」と表現されている。1941年春に一等航空兵、1945年には飛曹長、停戦時にはおそらく中尉。
三田六郎
風間の直属上官。端正な風貌に部下思いな性格で、一流の技量を持つ優秀な搭乗員。姓名の「三」「六」の文字にちなんで「ミロク」と呼ばれる。また、その異名のとおり仏様のごとき千里眼の持ち主でもあり、乱戦中であっても部下の行動を常に把握している。10巻で米機動部隊を攻撃した際、自機の爆弾投下装置が故障したために銃撃を避けきれず被弾、空戦も帰還も不可能と判断し爆装したまま敵艦（サラトガ）に突入、壮絶な戦死を遂げる。初登場時中尉、のち大尉、戦死後中佐に特進。
山木八十八
聨合艦隊司令長官。史実の山本五十六に相当する人物。前線視察中に暗号を解読した米軍に襲撃されるも九死に一生を得た。なお実在した日本人は、すべて彼と同様に変名で登場している。

## 兵器・兵装
戦闘機
九六式艦上戦闘機
風間が中国大陸での初陣の際などに搭乗したが、その時点で既に旧式化していた。
零式艦上戦闘機（零戦）
作中では烈風が早期に登場したため、五二型以降は開発されなかった（外伝では7.7ミリ機銃8丁を装備した「四二型乙」が登場、これが最後の生産タイプとされている）。
二式双発単座戦闘機（双戦）
「栄」発動機を両翼に搭載した日本初の重戦闘機。元々は「陸攻隊を直掩して長距離進攻可能な双発多座戦闘機」として開発が進められていたが、海軍の無茶苦茶な性能要求に振り回された挙げ句、零戦の登場で存在意義すら失った十三試双発陸上戦闘機の機体設計を無駄にすまいとして中島設計陣が提案した機体の一つ。原型機は史実と同様に陸上偵察機として採用され、後に斜銃を装備した夜間戦闘機月光となっている。
軽い逆ガルの主翼と細い胴体は新たに設計されたが、生産の効率化を図るため「双発零戦」といわれるほど零戦の部品をできる限り流用することで、発注から三ヶ月という驚異的短期間で試作機を完成させ、初飛行に漕ぎ着けた。
制式採用された本機は当初、首都防空部隊として創設された第六航空隊を中心に配属され、ドーリットル隊を迎撃した。また、着艦装置などを加えた艦載型も開発され、アリューシャン方面や南東方面などで活躍した。搭乗員の評価も高かったが、双発機故の整備上の困難と生産性の低さから総生産機は300機弱に留まった。また、機首に20ミリ機銃4丁を搭載するなど、当時の日本機としてはかなりの重武装である。
なお、『ラバ空』各巻の表紙は登場する航空機や軍艦の模型写真が使われているが、双戦の模型はウエストランド・ホワールウィンドのキットを零戦のパーツで改造した物である。
雷電
三菱の技師が過労で倒れた後、国立飛行機（架空）が開発を引き継いで1942年夏には実戦配備された。風防の形状（500mm近く持ち上げて零戦と同じ涙滴型風防）などが史実とは異なる。登場人物曰く、「操縦席で宴会ができるほど広い」。
烈風
日本海軍が大戦中に完成させた最強のレシプロ艦戦（史実では実戦に間に合わなかった）。 「誉」発動機の改良型である「勲」の登場などによって早期開発に成功、1943年初頭には一部の航空母艦搭載の部隊に配備された。陸海軍機種統一計画により、陸軍でも「疾風（キ-90）」として採用された。
作者によると機体のデザインは紫電改と疾風の折衷案であるとしている。
閃風
ドイツでの政変により、失脚を予想したメッサーシュミット社（実質的にメッサーシュミット博士）が日本に譲渡した世界初の本格的ジェット戦闘機Me262の本体と設計図を元に開発された（Me262のエンジンは双発懸架式で、本機のエンジンは胴体収納式の単発）日本海軍初のジェット艦上戦闘機。
呂式震電
九州飛行機が開発したエンテ型の局地戦闘機震電をベースにしたジェット戦闘機。
当初、2,200馬力の「勲」発動機を搭載するプッシャー・プロペラ式のレシプロ機だったが、最高速度は400ノット（約740キロメートル／時）がやっとだったのに対し、ジェットエンジン搭載によって一挙に450ノット（約860キロメートル／時）を突破、上昇力も大幅に向上した。また、六翅プロペラが不要になったことから、大きな弱点だった三点式の脚を極端に長くする必要がなくなり、翼内燃料タンクの大幅な増積にもつながった。加えて、緊急脱出に備えたプロペラの複雑な機構も不要、プロペラが中心にあるため左右に分けられていた方向舵をまとめることができるなど機体としての熟成度も大きく高まった。五式30ミリ機銃を4挺装備し、さらに六式三号噴進弾も装備され大火力も実現している。生産機は直ちに各地の防空戦闘機隊に配備され、B-29の迎撃に大きな戦果を挙げた。
極光
B-29迎撃の切り札として登場した、世界的にも珍しい液冷レシプロエンジンと軸流式ジェットエンジンを搭載した混合動力式の夜間戦闘機。
航空母艦
剛龍
元イギリス空母インドミタブル。マレー沖海戦で損傷し、シンガポール占領時に自爆に失敗、日本軍が鹵獲し日本初の装甲空母として戦列に加えた。また、同級のヴィクトリアスは第三次ソロモン海戦（史実の南太平洋海戦に相当する）に参加、大破漂流中のところを日本軍が発見、鹵獲を試みたが、既にキングストン弁が開かれており、また敵の重爆も飛来してきたことから曳航を断念し撃沈している）。
伊吹型
伊吹、吉野の2隻。最上型重巡洋艦の準同型艦（改鈴谷型、未成）の船体を流用、改装した軽空母で、「突撃空母」とも称される。速度と搭載数を上げるために居住性が犠牲となっており、乗員は設計者の平中佐を恨んだという。平式艦発促進台（スキージャンプ甲板）を装備することで本艦のような軽空母でも新型機が運用可能となった。
雲龍型
雲龍、天城、葛城、笠置、阿蘇、生駒、鞍馬、白根、筑波の9隻が建造された。
伊勢型・扶桑型
伊勢、日向、扶桑、山城の4隻。史実の伊勢型のような航空戦艦ではなく、全通甲板式の完全な空母に改装された。
戦艦
紀伊型
紀伊、尾張の2隻。50cm砲を搭載した史実でいう超大和型戦艦らしいが、詳細は不明。尾張はトラック環礁近海で米潜水艦に沈められたという。
その他
回天
史実のような特攻兵器ではなく、ドイツの音響追尾技術を導入して開発された誘導魚雷。開発初期の試験や発射直前の整備などで人間が中に入り込めたほどの大きさである。原爆を輸送中だった、といわれる重巡インディアナポリス、ミネアポリスや他多数の軍艦を撃沈。徹底した機密保持（不発による捕獲を防ぐため触発信管、時限自爆装置を複数つけるなど）で連合軍は停戦まで詳しい情報を得られなかった。
五式三十ミリ機銃
東亜特殊鋼が開発、大戦末期に登場する乙戦には必ずと言っていいほど装備された傑作機載機銃。1挺あたりの弾量が少なく「呂式震電」では一挺当たりわずか60発、本機銃では7秒間発射で弾切れをしてしまうのが難点。
性能／要目
初速 770m／秒
発射速度 530発／分
弾頭重量 350g。
六式三号噴進弾
爆撃機邀撃戦での切り札として開発された新型ロケット弾（三号爆弾（近接信管付き）をロケット弾化した物）。
性能／要目
射程 1,500m（計算値）
弾頭重量 32kg（65個の焼夷弾子装填）
五式酸素魚雷「鮫龍」
航空魚雷。VT信管やボフォース社の40mm機銃を大量に配備しまさに「鉄壁」と言っても良い米機動部隊攻撃の切り札として開発された長距離誘導酸素魚雷。自動発射管装置も含めると5トン近くにもなるため、こうした装置を搭載できるのは最新鋭の「連山」（史実では、試作のまま終戦を迎えたが、ラバ空の世界では1945年6月に制式採用）以外になく、「連山」が母機となって攻撃に投入された。
性能／要目
口径 61cm
全長 9.48m
重量 2.86t
炸薬量 420kg
射程 36ノットで40,000m

## 『翼に日の丸』における加筆・改変
1. ↑  もともと別人が主人公の外伝だったのを風間の体験に書き換えたエピソードが複数ある
2. ↑  下巻の書き下ろし部分で、ソ連の対日参戦と米ソの直接交戦が切っ掛けとなって停戦に至った事が略述されている
3. ↑  風間の死後に遺稿を再編集したという形式を取っており、三人称に改められている